# Handa Ecuko
Handa Ecuko (半田 悦子; Hepburn: Handa Etsuko) (Sizuoka, 1965. május 10. –) japán válogatott labdarúgó.

## Klub
A labdarúgást a Shimizudaihachi SC csapatában kezdte. 1989-ben a Suzuyo Shimizu FC Lovely Ladies csapatához szerződött. 1989-ben a liga legértékesebb játékosának választották. 131 bajnoki mérkőzésen lépett pályára és 71 gólt szerzett. 1996-ben vonult vissza.

## Nemzeti válogatott
1981-ben debütált a japán válogatottban. A japán válogatott tagjaként részt vett az 1991-es, az 1995-ös világbajnokságon és az 1996. évi nyári olimpiai játékokon. A japán válogatottban 75 mérkőzést játszott.

## Statisztika
| Japán válogatott | Japán válogatott | Japán válogatott |
| Időszak          | Mérk.            | gól              |
| ---------------- | ---------------- | ---------------- |
| 1981             | 5                | 1                |
| 1982             | 0                | 0                |
| 1983             | 0                | 0                |
| 1984             | 3                | 0                |
| 1985             | 0                | 0                |
| 1986             | 13               | 2                |
| 1987             | 4                | 0                |
| 1988             | 3                | 1                |
| 1989             | 9                | 6                |
| 1990             | 6                | 4                |
| 1991             | 8                | 2                |
| 1992             | 0                | 0                |
| 1993             | 5                | 3                |
| 1994             | 5                | 0                |
| 1995             | 7                | 0                |
| 1996             | 7                | 0                |
| Összesen         | 75               | 19               |

## Sikerei, díjai
Japán válogatott
- Ázsia-kupa:  Ezüst; 1986, 1991, 1995,  Bronz; 1989, 1993

Klub
- Japán bajnokság: 1989

Egyéni
- Az év Japán játékosa: 1989
- Az év Japán csapatában: 1989, 1990, 1993, 1994